# پائولینیو (بازیکن فوتبال، زاده ژوئن ۱۹۸۸)
پائولو لوئیز برالدو سانتوس (به پرتغالی: Paulo Luiz Beraldo Santos) مهاجم اهل برزیل است که در شهر برزیل و در تاریخ ۱۴ ژوئن ۱۹۸۸ به دنیا آمده‌است.
پائولو لوئیز برالدو سانتوس در تیم‌های فوتبال AA Flamengo سابقهٔ حضور دارد.